# The Vandals
The Vandals (с англ. — «Вандалы») — американская рок-группа, была создана в 1980 году в Хантингтон-Бич, штат Калифорния. The Vandals выпустили десять полнометражных студийных альбомов и два концертных альбома и широко гастролировали по всему миру, в том числе выступая на Vans Warped Tour. Известны юмористическим подходом к музыке. В настоящее время они являются клиентами студии звукозаписи Kung Fu Records.

## История
Группа была образована в 1980 году в Хантингтон-Бич, штат Калифорния вокалистом Стивеном Рональдом «Стиво» Дженсеном и гитаристом Яном Нильсом. После этого в группе появилось двое новых участников — басиста Стива «Human» Пфотера и барабанщика Джо Эскаланте. Группа быстро приобрела хорошую репутацию в Лос-Анджелесе и Orange County, панк-рок сообществе, которое также включает такие группы, как Bad Religion, Black Flag, TSOL, X, Social Distortion и т. д. The Vandals отличались от других панк-групп, исполняя песни на юмористическую тематику, а не на социально-политические проблемы.
В 1982 году группа подписала контракт с Epitaph Records.
В 1984 году группа снялась в фильме «Suburbia/Пригород» по приглашению режиссёра Пенелопы Сфирис, которая также сняла фильм «Упадок западной цивилизации». Они также сыграли благотворительный концерт для колледжа Cypress. В тот момент группа получила большое количество насмешек в свой адрес от остальных панк-групп.

## Первый альбом
Пфотер покинул группу в 1984 году и был заменён на бас-гитариста Брента Тернера. После этого The Vandals начали работать на первым альбомом When in Rome Do as the Vandals. В 1987 году группа появилась в другом фильме Пенелопы Сфирис, «Чуваки».

## Nitro Records
К 1995 году панк-рок приобрел общенациональную известность в основном после успешных альбомов Offspring и Green Day, и The Vandals подписали контракт с Nitro Records. Они выпустили альбом Live Fast, после чего отправились в тур в поддержку своего альбома по США и странам Европы. Альбом получил дополнительную известность благодаря эпизоду популярного телевизионного шоу The X-Files, в которой актёр Джованни Рибизи сыграл персонажа, который носил футболки с надписью The Vandals и слушает их музыку.
В 1998 году группа выпустила очередной альбом «Hitler Bad, Vandals Good», их самый популярный альбом ещё которых сосредоточены больше на беззаботный юмор с таких песнях, как «I’ve Got an Ape Drap» и «My Girlfriend’s Dead». Группа продолжала гастролировать, в том числе попадали на Vans Warped Tour.

## Переход на Kung Fu Records
В конце 2000 года группа разорвала свой контракт с Nitro Records, и перешла на свой собственный лейбл Kung Fu Records, первый альбом в
Kung Fu Records назывался Internet Dating Superstuds, и был выпущен в 2002 году.

## Дискография
- When in Rome Do as the Vandals — (1984)
- Slippery When Ill — (1989)
- Fear of a Punk Planet — (1990)
- Live Fast, Diarrhea — (1995)
- The Quickening — (1996)
- Oi to the World! — (1996)
- Hitler Bad, Vandals Good — (1998)
- Look What I Almost Stepped In… — (2000)
- Internet Dating Superstuds — (2002)
- Hollywood Potato Chip — (2004)

## Состав группы
- Дэйв Куокенбуш — вокал
- Уоррен Фицджеральд — гитара, бэк-вокал
- Джо Эскаланте — бас-гитара, бэк-вокал
- Джош Фриз — ударные

## Бывшие участники
- Стивен Рональд Дженсон — вокал (1980—1985)
- Яан Нильс Аккерман — гитара (1980—1989)
- Стив Пфоутер — бас-гитара (1980—1984)
- Брент Тёрнер — бас-гитара (1984)
- Чальмер Лумэри — бас-гитара (1984—1985)
- Робби Эллен — бас-гитара (1985—1989)
- Даг МакКиннон — ударные (1988—1989)

## Сессионные ударники
- Брукс Уоккерман (Suicidal Tendencies, Infectious Grooves, Bad Religion)
- Эдриан Янг (No Doubt)
- Байрон МакМэкин (Pennywise)
- Дерек Грант (The Suicide Machines, Alkaline Trio)
- Уильям Смит (Guttermouth, Bullets and Octane, Black President)
- Дамон де Ла Пас (Fenix TX, 30 Foot Fall)
- Стив Джоз (Sum 41)
- Киану Ривз (также играл на бас-гитаре в 1993)